# Prolaz Les Saintes
Prolaz Les Saintes (fra. Canal des Saintes) je tjesnac u Karibima. Odvaja otočje Îles des Saintes od otoka Basse-Terre (Gvadalupe).
Francuska je, da bi osigurala nadzor nad prolazom, izgradila tvrđavu Napoléon des Saintes.

## Povijest
U travnju 1782., tijekom Američkog rata za neovisnost, ovdje i u vodama koje odvajaju Gvadalupu od Dominike se odigrala velika pomorska bitka, bitke kod Saintesa. U bitci je Britanska kraljevska ratna mornarica, kojom je zapovijedao George Rodney, pobijedila Francusku kraljevsku mornaricu pod zapovjedništvom grofa od Grassea.
Prolaz Les Saintes nalazi se u području visoke seizmičnosti povezanom sa zonom subdukcije između Karipske ploče i Sjevernoameričke ploče. Potresi su ovdje česti, a onaj koji je 21. studenog 2004. pogodio jug Guadeloupea i otočje Îles des Saintes imao je magnitudu od 6,3 po Richteru.

## Promet
Uglavnom ga posjećuju pomorski šatlovi koji osiguravaju prijevoz između luka Trois-Rivières i Terre-de-Haut, a kanal je i mjesto prolaza malih plovila za luku Basse-Terre poput onih kabotaže prema luci Pointe-à-Pitre.
Osim toga, svake četiri godine kanal Saintes obvezna je prolazna točka za natjecatelje Route du Rhum koji tuda prolaze obilazeći Guadeloupe kako bi došli do luke Pointe-à-Pitre.